# Дава Ґ'ялцен
Дава Ґ'ялцен (англ. Dawa Gyeltshen, нар. 7 червня 1986) — бутанський футболіст, нападник клубу «Тхімпху Сіті».
Також виступав за клуб «Транспорт Юнайтед», а також національну збірну Бутану.

## Клубна кар'єра
У дорослому футболі дебютував 2005 року виступами за команду клубу «Транспорт Юнайтед», в якій провів десять сезонів. 
До складу клубу «Тхімпху Сіті» приєднався 2015 року. 

## Виступи за збірну
2009 року дебютував в офіційних матчах у складі національної збірної Бутану.